# Club Juan Aurich
El Club Juan Aurich S.A., también conocido como Juan Aurich o simplemente Aurich, es un club de fútbol profesional de la ciudad de Chiclayo, capital del departamento de Lambayeque, Perú. Desde 2018 jugaba en la Segunda División del Perú, hasta el año 2024, dónde fueron revocados de su licencia para participar en dicha edición, por lo que descendieron de categoría a la Liga 3, la tercera categoría del fútbol peruano, participará en su primera edición en 2025.
Fue fundado el 3 de septiembre de 1922 en la Hacienda Batangrande - Pitipo - provincia de Ferreñafe a nombre de Juan José Aurich Pastor (1867-1935). Es el club más representativo de la ciudad y sus colores tradicionales son el rojo y blanco.
Cuando obtuvo su último regreso a la máxima categoría del país, tomó protagonismo logrando su primer Título Nacional en 2011, el Torneo de Promoción y Reserva de 2012 y el Torneo Apertura en la Temporada 2014. En lo que respecta al ámbito internacional, la IFFHS lo consideró el mejor equipo peruano del 2011.

## Historia

### Fundación
El 3 de septiembre de 1922 un grupo de trabajadores de la hacienda Batán Grande - Ferreñafe (propiedad de Juan Aurich Pastor desde 1912) deseosos de participar en los campeonatos inter-empresas que se organizaban, acuerdan conformar un equipo de fútbol. Por iniciativa del trabajador Moisés Díaz se decide bautizar al cuadro recién fundado con el nombre del hacendado, naciendo así el club Deportivo Juan Aurich.

### Era amateur
En 1930, el Juan Aurich es inscrito en el campeonato que se jugaba en Chiclayo, y en 1939, bajo la conducción del entrenador uruguayo Jorge Domenech Quintana, el club consiguió por primera vez el título de campeón de Chiclayo. Durante seis años seguidos fue un gran animador de los campeonatos chiclayanos; sin embargo, en 1945, por motivos ajenos a la institución, el equipo se retira del ambiente deportivo.
Para 1952, se vuelve a afiliar a la liga de Chiclayo y Guillermo Aurich Bonilla ya como presidente del club decide realizar cambios en la institución comenzando a rearmar el equipo con contrataciones importantes que le dieron peso futbolístico, a fin de ser considerado para jugar el recientemente creado Torneo Profesional, que contaba con la participación de clubes de Lima y la Provincia del Callao; de esa manera logró reunir un grupo de figuras futbolísticas como Alejandro “Patrullero” González, Julio Tardío, Marcelino Tello, José Castañeda, Manuel Perinango, Francisco Burga, Juan José Ugaz, Carlos Stucci, entre otros.

#### 1953: Primera tragedia del fútbol peruano
El domingo 5 de julio de 1953, el Juan Aurich se presentó en el estadio Mansiche de Trujillo para jugar un partido amistoso frente al Sport Rambler de Salaverry; encuentro que terminó con victoria aurichista por 1:3, con goles de Ramírez, Rodrich y Marcelino Tello. Luego del partido los integrantes de la delegación deportiva conformada por 55 personas (entre futbolistas, comando técnico, dirigentes, familiares, periodistas deportivos e hinchas) abordaron el bus que los trasladaría de regreso a Chiclayo; pero fatalmente en el trayecto ocurrió la primera tragedia que enlutó al deporte peruano. A las 8:50 de la noche, en un paraje de la Panamericana Norte conocido como “El cruce de la muerte”, el ómnibus que llevaba al plantel aurichista invadió la línea férrea y fue embestido por el tren de Ascope en un violento choque que causó la muerte de 22 personas (8 eran futbolistas) y hubo muchos heridos de gravedad que fueron atendidos en los hospitales Belén y Obrero de Trujillo. Entre los fallecidos estuvieron reconocidas figuras de la época como Alejandro «Patrullero» González, quien debutaba como técnico tras haber jugado con éxito en Alianza Lima, América de Cali de Colombia y las selecciones peruanas; además jugadores como Marcelino Tello, chiclayano él, que en 1951 disputó con el Deportivo Municipal la “Copa Campeones de América” (hoy Copa Libertadores), José Castañeda también exjugador del América de Cali, entre otros notables futbolistas. La trágica noticia copó las primeras planas de los diarios y el Gobierno de Manuel Odría decretó Duelo nacional y asumió los gastos de atención a los heridos, ataúdes y sepelios de los fallecidos. El club se mantuvo inactivo hasta 1962 cuando empezó a jugar en la Tercera División de Chiclayo.

### Era profesional: Campeonato Descentralizado

#### 1967-1983
En el año 1966, se creó el Torneo Descentralizado de Fútbol, en el participarían equipos de todo el Perú. Al año siguiente (1967) se jugó la primera edición de la Copa Perú (antes del inicio del Descentralizado) para promover a equipos del interior del país. El cuadro aurichista luego de muchas rondas de clasificación, accedió a la liguilla final de 6 equipos, que se jugó en Lima y luego de ganar el último partido al FBC Melgar de Arequipa por 1:0 (con gol de Daniel “chino” Ruiz, goleador de aquella liguilla con 6 goles), ocupó el 3.º lugar y ascendió al Campeonato Descentralizado de ese año. En sus filas estaban importantes jugadores de la región, como Francisco Mendoza, Hernán Castañeda, José Ramos, Augusto Vílchez, Antonio Vallejos, Augusto Gómez, Juan Orbegozo, Arcenio "Brujo" Vélez, Percy Vílchez y los piuranos Guillermo Guerrero y Próspero Merino.
Para la temporada 1968, se sumaron al equipo el técnico Vito Andrés “Sabino” Bártoli y refuerzos importantes entre ellos el arquero argentino Antonio Sanguinetto, el defensa Enrique Castrillón, los volantes Jorge Charún, Hugo Lobatón y los delanteros Nemesio Mosquera, Mario Catalá y Eladio Reyes. El torneo se prolongó hasta enero del año siguiente (1969) terminando Juan Aurich y Sporting Cristal igualados en puntaje al final del campeonato, por lo que se debió jugar un partido extra para definir al ganador del título; los dirigentes chiclayanos plantearon que dicha definición debía hacerse con partidos de ida y vuelta, pero las Bases estipulaban un solo partido en el Estadio Nacional. Este encuentro se jugó el miércoles 15 de enero del 69 resultando favorable a los cerveceros por 2:1; sin embargo Aurich ya había hecho historia al clasificar a la Copa Libertadores de América, algo que ningún equipo del interior había logrado hasta ese momento.
Copa Libertadores 1969
En la Libertadores de 1969, Aurich estuvo en uno de los grupos más ajustados de la historia de la copa, en el que los cuatro equipos empataron en puntaje, debido a ello se realizaron partidos de desempate en donde los cuadros chilenos avanzaron relegando a Cristal y Aurich. En este certamen el estadio Elías Aguirre no fue habilitado por la Conmebol por lo que el cuadro chiclayano debió hacer de local en el Estadio Nacional de Lima. Entre los resultados destaca el triunfo de Aurich en Chile ante la Universidad Católica por 1:2, en un abarrotado Estadio Nacional de Santiago y con gran actuación del portero aurichista Francisco “flaco” Mendoza.

En los años posteriores Aurich se mantuvo como animador del campeonato, y pudo contar en sus filas con jugadores de la calidad de Juan Joya como técnico-jugador en 1970, Juan Seminario, Pedrito Ruiz, Pedro Pablo “Perico” León, Julio Meléndez y a finales de los '70 emergieron como nuevas figuras del ciclón los chiclayanos Eduardo Cosmópolis y Evert Negrete.

En 1976, con Julio Meléndez como técnico-jugador, Aurich estuvo cerca de igualar el primer lugar, tras obtener un punto menos que Unión Huaral, monarca de ese año. En 1979 finalizó a sólo un punto del segundo que clasificó a la Libertadores y para 1982 con la dirección técnica del uruguayo Juan Eduardo Hohberg, quedó 1.º en la etapa regional norte, 1.º en el grupo semifinal y clasificó al cuadrangular final por el título con Alianza, Universitario y Municipal, que se realizó, como era habitual, en Lima, terminando en el 3.º lugar.
En 1983 graves errores dirigenciales llevaron al equipo al descenso.

#### Años de altibajos
Desde 1984 hasta 1991 el campeonato se reorganizó dividiendo el territorio peruano en 4 regiones (Norte, Sur, Oriente y Centro); Juan Aurich participó en los torneos regionales en la zona norte accediendo al Descentralizado 1988 desde el Torneo Intermedia. En el torneo siguiente terminó en último lugar y tuvo que jugar un repechaje con Morba de Trujillo que provenía de la Copa Perú. Aurich perdió 2-1 en la ida y empató 1-1 en la vuelta por lo que descendió a Copa Perú. 
En 1990 logró el retorno a la Primera División del Perú tras ganar la Región I de la Copa Perú y vencer a Cultural Volante de Bambamarca (campeón de la Región II) al que venció 1-0 de local y empató 1-1 de visita. No obstante, la reducción de equipos tras el Campeonato Descentralizado 1991 lo arrastró consigo por lo que pasó a jugar el Torneo Zonal 1992 donde no pudo obtener el ascenso.
En 1993 gracias al apoyo de la empresa privada y con la idea de regresar a la máxima división se fusionó con el Deportivo Cañaña, formando al Aurich-Cañaña, equipo que logró el título de la Copa Perú bajo la Dt. de Horacio Baldessari y el ingreso al fútbol profesional 1994 en el que permaneció hasta el año 1996; los problemas económicos calaron y no lograron formar un equipo competitivo y descendieron. Aurich-Cañaña jugó la Copa Perú hasta que fue vendido el año 2003.
En 1996 un grupo de dirigentes chiclayanos presididos por don Bernardo Checa, lograron institucionalizar al club como Club Juan Aurich de Chiclayo y el empresario Eduardo Arnao Chávez le cedió la categoría de su club Atlético Edarcha en la Liga de Chiclayo.
Juan Aurich entró nuevamente en carrera en la Copa Perú y bajo la batuta de Luis Sanjinez, exjugador aurichista de los años 1970, logró el título de la Copa Perú en 1997 y por ende el ansiado retorno a Primera División.
Se mantuvo cinco años en primera desde 1998, en los cuales, a pesar del entusiasmo dirigencial no pudo reeditar buenas temporadas de antaño y la crisis económica que afrontaba no le permitió reforzar debidamente el plantel, descendiendo de categoría en el Campeonato Descentralizado 2002. Al año siguiente, disputó la etapa regional de la Copa Perú 2003 pero fue superado por su coterráneo Flamengo FBC descendiendo a su liga de origen, la crisis económica y las malas decisiones de sus dirigentes lo hicieron desaparecer lentamente.

#### Resurgimiento
A comienzos de noviembre del 2004, se presenta la oportunidad de renacer al casi desaparecido Juan Aurich. Por aquellos días, el Club Social Deportivo Mariscal Nieto (equipo participante de la Primera División de Chiclayo) se encontraba a la deriva, sin dirigentes ni jugadores que ofrecieran hacerse cargo de la institución. Teniendo en cuenta que era la única oportunidad la Señora Magaly Aurich, abogada de profesión, junto a su sobrino Carlos Merino Aurich, acompañado de sus amigos más íntimos y familiares como Gilberto Aurich, tomaron la decisión de "adoptar" a este club y convertirlo en el nuevo Juan Aurich. 
El 28 de enero del 2005 renace el club, esta vez bajo el nombre de Club Juan Aurich de La Victoria. Esta nueva denominación surgió para dejar atrás las trabas legales en los estatutos y registros públicos; así como en la Federación Peruana de Fútbol. No obstante, comúnmente y comercialmente se le denominaba simplemente como  Juan Aurich.
La incursión del Ciclón del Norte en la Copa Perú fue aceptable; en el 2005 llegó a jugar la Etapa Regional, instancia en la que fue relegado por Olimpia FC de La Unión. Al año siguiente llegó hasta las semifinales, en las que Hijos de Acosvinchos lo superó por penales impidiéndole llegar a la final. No obstante, en la Copa Perú 2007, el equipo logró el objetivo trazado a inicios de año y en una dramática final superó a Sport Águila 5:3 en penales, logrando el ascenso a Primera División de la mano de Horacio “la pepa” Baldessari.
En el año de su regreso a la profesional el 2008 le fue muy complicado establecer y consolidar su permanencia, pues los problemas a nivel dirigencial obligaron a seleccionar técnicos no aptos para el cargo; esto conllevó a que el equipo se ponga al borde del descenso, debiendo luchar su permanencia palmo a palmo con equipos como Atlético Minero y Alianza Lima.
Es por aquellos días finales del mes de octubre que asume la presidencia del club el empresario Edwin Oviedo, quien entre otras medidas contrató como técnico a Franco Navarro, logrando sumar puntos importantes en el campeonato que le valieron para llegar a un partido extra con Atlético Minero (debido a la igualdad en el puntaje acumulado) en el que consiguieron salvar la categoría al imponerse por un marcador de 2:1.

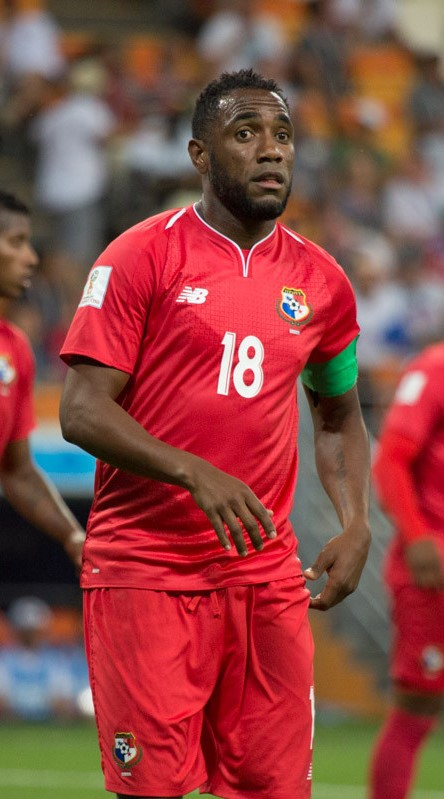
Luis Tejada, goleador histórico del Aurich

Para el año 2009 se harían cambios a nivel institucional y deportivo, reforzando al equipo con jugadores como Mayer Candelo, Willian Chiroque, Sergio Ibarra, entre otros.
En el Campeonato Descentralizado 2009, el equipo terminó primero al final de las 30 primeras fechas; debido a esto para la segunda parte del torneo se ubicó en la liguilla de los impares (A); sin embargo desacuerdos entre la directiva y el comando técnico devinieron en la renuncia de Franco Navarro; asumiendo entonces como nuevo entrenador el colombiano Luis Fernando Suárez, terminando 2.º en la liguilla A, no pudiendo llegar a jugar el Play Off final, pero finalizando 3.º en el acumulado general del año con 74 puntos, clasificando a la Copa Libertadores 2010 por segunda vez en su historia.
En la fase previa de la Copa, enfrentó al Estudiantes Tecos de México, al que le ganó los dos partidos, el primero de local por 2:0 y el segundo de visita por 1:2 (siendo la primera victoria de un equipo peruano en suelo mexicano); gracias a estos resultados Juan Aurich logró avanzar a la fase de grupos donde se enfrentó a los equipos de Estudiantes de la Plata, Bolívar y Alianza Lima. El club terminó su participación en la copa en 3.º lugar del grupo, por lo que no avanzó a la siguiente fase.
A mediados de este año el club se convirtió en Sociedad anónima (Club Juan Aurich S.A.)
En el Descentralizado 2010 cumpliría una campaña irregular y en el mes de agosto el técnico Suárez fue reemplazado por Juan Reynoso, pero esta irregularidad se mantuvo hasta el final del campeonato terminando en el 6.º lugar, debido a lo cual clasificó a la Copa Sudamericana 2011 (en la que fue eliminado por La Equidad). En los últimos días del año se confirmó la salida de Reynoso.

### 2011: Primer título del Descentralizado
Comenzando el 2011, es contratado el comando técnico liderado por Diego Umaña, para procurar el campeonato de ese año.
Durante el torneo el club luchó palmo a palmo el primer lugar con Alianza Lima, surgiendo figuras como Diego Penny, el paraguayo Edgard Balbuena, Luis Guadalupe, Alfredo Rojas, Willian Chiroque, Ricardo Ciciliano, el panameño Luis Tejada (goleador del certamen), Ysrael Zúñiga, entre otros.
Al finalizar las 30 fechas Alianza quedó en 1.º lugar y Aurich en 2.º lugar (esto cambiaría después), por lo que ambos disputaron los Play Offs.
Según las Bases del Campeonato, Alianza en condición de primer lugar tenía la potestad de escoger el momento en que ejercía su condición de local y la sede de un eventual tercer encuentro en cancha neutral, optando por jugar primero en Chiclayo, luego en Lima y el tercer partido en Cuzco.
En el primer enfrentamiento jugado el 8 de diciembre en Chiclayo, Alianza ganó por 1:2. Al día siguiente del partido se notificó una resolución de la Comisión de Justicia de la Federación Peruana de Fútbol que anunciaba tardíamente la pérdida de tres puntos por parte de Alianza Lima, por lo que Aurich pasó a ocupar el primer lugar de las 30 fechas, y con la opción de escoger el lugar donde se jugaría el tercer partido.
El domingo 11 de diciembre se jugó el segundo partido y Juan Aurich tuvo su revancha al vencer a Alianza Lima por 0:1 con gol de Ysrael Zúñiga aguando el festejo en el estadio de Matute y forzando el juego del tercer partido definitorio; la dirigencia de Aurich escogió el Estadio Nacional para este encuentro.
El partido final se llevó a cabo el día miércoles 14 de diciembre. Después de tantas idas y vueltas por el tema de la seguridad, a última hora se confirmó que la final del Descentralizado entre blanquiazules y norteños se jugaría de todas maneras ya que no había ningún inconveniente.

Este encuentro culminó 0:0 luego de la prórroga, por lo que el campeonato se definió en la tanda de penales. En ella, anotaron para el ciclón Sheput, Balbuena y Ciciliano, y con una soberbia actuación de Penny, quien atajó dos penales, Juan Aurich ganó 1:3 y se proclamó por primera vez como campeón nacional del fútbol peruano, desatando la alegría en todo el pueblo chiclayano.

#### Campaña
| El camino hacia el título      | El camino hacia el título      | El camino hacia el título      | El camino hacia el título      | El camino hacia el título      | El camino hacia el título      | El camino hacia el título      | El camino hacia el título      | El camino hacia el título      | El camino hacia el título      | El camino hacia el título      | El camino hacia el título      | El camino hacia el título      | El camino hacia el título      | El camino hacia el título      | El camino hacia el título      | El camino hacia el título      | El camino hacia el título      | El camino hacia el título      | El camino hacia el título      | El camino hacia el título      | El camino hacia el título      | El camino hacia el título      | El camino hacia el título      | El camino hacia el título      | El camino hacia el título      | El camino hacia el título      | El camino hacia el título      | El camino hacia el título      | El camino hacia el título      | El camino hacia el título      | El camino hacia el título      | El camino hacia el título      | El camino hacia el título      | El camino hacia el título      | El camino hacia el título      | El camino hacia el título      | El camino hacia el título      | El camino hacia el título      | El camino hacia el título      | El camino hacia el título | El camino hacia el título | El camino hacia el título |
| Descentralizado: Primera rueda | Descentralizado: Primera rueda | Descentralizado: Primera rueda | Descentralizado: Primera rueda | Descentralizado: Primera rueda | Descentralizado: Primera rueda | Descentralizado: Primera rueda | Descentralizado: Primera rueda | Descentralizado: Primera rueda | Descentralizado: Primera rueda | Descentralizado: Primera rueda | Descentralizado: Primera rueda | Descentralizado: Primera rueda | Descentralizado: Primera rueda | Descentralizado: Primera rueda | Descentralizado: Primera rueda | Descentralizado: Primera rueda | Descentralizado: Primera rueda | Descentralizado: Primera rueda | Descentralizado: Primera rueda | Descentralizado: Primera rueda | Descentralizado: Primera rueda | Descentralizado: Primera rueda | Descentralizado: Primera rueda | Descentralizado: Primera rueda | Descentralizado: Primera rueda | Descentralizado: Primera rueda | Descentralizado: Primera rueda | Descentralizado: Primera rueda | Descentralizado: Primera rueda | Descentralizado: Primera rueda | Descentralizado: Primera rueda | Descentralizado: Primera rueda | Descentralizado: Primera rueda | Descentralizado: Primera rueda | Descentralizado: Primera rueda | Descentralizado: Primera rueda | Descentralizado: Primera rueda | Descentralizado: Primera rueda | Descentralizado: Primera rueda |                           |                           |                           |
| Fecha                          | Estadio                        | Ciudad                         | Local                          | Res.                           | Visitante                      |                                |                                |                                |                                |                                |                                |                                |                                |                                |                                |                                |                                |                                |                                |                                |                                |                                |                                |                                |                                |                                |                                |                                |                                |                                |                                |                                |                                |                                |                                |                                |                                |                                |                                |                           |                           |                           |
| ------------------------------ | ------------------------------ | ------------------------------ | ------------------------------ | ------------------------------ | ------------------------------ | ------------------------------ | ------------------------------ | ------------------------------ | ------------------------------ | ------------------------------ | ------------------------------ | ------------------------------ | ------------------------------ | ------------------------------ | ------------------------------ | ------------------------------ | ------------------------------ | ------------------------------ | ------------------------------ | ------------------------------ | ------------------------------ | ------------------------------ | ------------------------------ | ------------------------------ | ------------------------------ | ------------------------------ | ------------------------------ | ------------------------------ | ------------------------------ | ------------------------------ | ------------------------------ | ------------------------------ | ------------------------------ | ------------------------------ | ------------------------------ | ------------------------------ | ------------------------------ | ------------------------------ | ------------------------------ | ------------------------- | ------------------------- | ------------------------- |
| 12 de feb.                     | Monumental                     | Lima                           | Universitario                  | 0-0                            | Juan Aurich                    |                                |                                |                                |                                |                                |                                |                                |                                |                                |                                |                                |                                |                                |                                |                                |                                |                                |                                |                                |                                |                                |                                |                                |                                |                                |                                |                                |                                |                                |                                |                                |                                |                                |                                |                           |                           |                           |
| 20 de feb.                     | Elias Aguirre                  | Chiclayo                       | Juan Aurich                    | 3-2                            | Union Comercio                 |                                |                                |                                |                                |                                |                                |                                |                                |                                |                                |                                |                                |                                |                                |                                |                                |                                |                                |                                |                                |                                |                                |                                |                                |                                |                                |                                |                                |                                |                                |                                |                                |                                |                                |                           |                           |                           |
| 27 de feb.                     | Ellas Aguirre                  | Chiclayo                       | Juan Aurich                    | 2-2                            | CNI                            |                                |                                |                                |                                |                                |                                |                                |                                |                                |                                |                                |                                |                                |                                |                                |                                |                                |                                |                                |                                |                                |                                |                                |                                |                                |                                |                                |                                |                                |                                |                                |                                |                                |                                |                           |                           |                           |
| 4 de mar.                      | Miguel Grau                    | Callao                         | U. San Martín                  | 1-1                            | Juan Aurich                    |                                |                                |                                |                                |                                |                                |                                |                                |                                |                                |                                |                                |                                |                                |                                |                                |                                |                                |                                |                                |                                |                                |                                |                                |                                |                                |                                |                                |                                |                                |                                |                                |                                |                                |                           |                           |                           |
| 12 de mar.                     | Elias Aguirre                  | Chiclayo                       | Juan Aurich                    | 2-0                            | León de Huánuco                |                                |                                |                                |                                |                                |                                |                                |                                |                                |                                |                                |                                |                                |                                |                                |                                |                                |                                |                                |                                |                                |                                |                                |                                |                                |                                |                                |                                |                                |                                |                                |                                |                                |                                |                           |                           |                           |
| 19 de mar.                     | Huancayo                       | Huancayo                       | Sport Huancayo                 | 0-0                            | Juan Aurich                    |                                |                                |                                |                                |                                |                                |                                |                                |                                |                                |                                |                                |                                |                                |                                |                                |                                |                                |                                |                                |                                |                                |                                |                                |                                |                                |                                |                                |                                |                                |                                |                                |                                |                                |                           |                           |                           |
| 3 de abr.                      | Elias Aguirre                  | Chiclayo                       | Juan Aurich                    | 1-1                            | FBC Melgar                     |                                |                                |                                |                                |                                |                                |                                |                                |                                |                                |                                |                                |                                |                                |                                |                                |                                |                                |                                |                                |                                |                                |                                |                                |                                |                                |                                |                                |                                |                                |                                |                                |                                |                                |                           |                           |                           |
| 16 de abr.                     | Miguel Grau                    | Callao                         | Sport Boys                     | 0-5                            | Juan Aurich                    |                                |                                |                                |                                |                                |                                |                                |                                |                                |                                |                                |                                |                                |                                |                                |                                |                                |                                |                                |                                |                                |                                |                                |                                |                                |                                |                                |                                |                                |                                |                                |                                |                                |                                |                           |                           |                           |
| 24 de abr.                     | Elias Aguirre                  | Chiclayo                       | Juan Aurich                    | 2-0                            | Alianza Lima                   |                                |                                |                                |                                |                                |                                |                                |                                |                                |                                |                                |                                |                                |                                |                                |                                |                                |                                |                                |                                |                                |                                |                                |                                |                                |                                |                                |                                |                                |                                |                                |                                |                                |                                |                           |                           |                           |
| 1 de may.                      | Miguel Grau                    | Piura                          | Alianza Atlético               | 1-1                            | Juan Aurich                    |                                |                                |                                |                                |                                |                                |                                |                                |                                |                                |                                |                                |                                |                                |                                |                                |                                |                                |                                |                                |                                |                                |                                |                                |                                |                                |                                |                                |                                |                                |                                |                                |                                |                                |                           |                           |                           |
| 7 de may.                      | Elias Aguirre                  | Chiclayo                       | Juan Aurich                    | 2-1                            | Sporting Cristal               |                                |                                |                                |                                |                                |                                |                                |                                |                                |                                |                                |                                |                                |                                |                                |                                |                                |                                |                                |                                |                                |                                |                                |                                |                                |                                |                                |                                |                                |                                |                                |                                |                                |                                |                           |                           |                           |
| 11 de may.                     | Garcilaso de la Vega           | Cusco                          | Cienciano                      | 2-1                            | Juan Aurich                    |                                |                                |                                |                                |                                |                                |                                |                                |                                |                                |                                |                                |                                |                                |                                |                                |                                |                                |                                |                                |                                |                                |                                |                                |                                |                                |                                |                                |                                |                                |                                |                                |                                |                                |                           |                           |                           |
| 15 de may.                     | Elias Aguirre                  | Chiclayo                       | Juan Aurich                    | 3-0                            | Inti Gas                       |                                |                                |                                |                                |                                |                                |                                |                                |                                |                                |                                |                                |                                |                                |                                |                                |                                |                                |                                |                                |                                |                                |                                |                                |                                |                                |                                |                                |                                |                                |                                |                                |                                |                                |                           |                           |                           |
| 18 de may.                     | 25 de Noviembre                | Moquegua                       | Cobresol FBC                   | 1-1                            | Juan Aurich                    |                                |                                |                                |                                |                                |                                |                                |                                |                                |                                |                                |                                |                                |                                |                                |                                |                                |                                |                                |                                |                                |                                |                                |                                |                                |                                |                                |                                |                                |                                |                                |                                |                                |                                |                           |                           |                           |
| 22 de may.                     | Elías Aguirre                  | Chiclayo                       | Juan Aurich                    | 2-0                            | U. César Vallejo               |                                |                                |                                |                                |                                |                                |                                |                                |                                |                                |                                |                                |                                |                                |                                |                                |                                |                                |                                |                                |                                |                                |                                |                                |                                |                                |                                |                                |                                |                                |                                |                                |                                |                                |                           |                           |                           |
| Descentralizado: Segunda rueda |                                |                                |                                |                                |                                |                                |                                |                                |                                |                                |                                |                                |                                |                                |                                |                                |                                |                                |                                |                                |                                |                                |                                |                                |                                |                                |                                |                                |                                |                                |                                |                                |                                |                                |                                |                                |                                |                                |                                |                           |                           |                           |
| Fecha                          | Estadio                        | Ciudad                         | Local                          | Res.                           | Visitante                      |                                |                                |                                |                                |                                |                                |                                |                                |                                |                                |                                |                                |                                |                                |                                |                                |                                |                                |                                |                                |                                |                                |                                |                                |                                |                                |                                |                                |                                |                                |                                |                                |                                |                                |                           |                           |                           |
| 31 de jul.                     | Elías Aguirre                  | Chiclayo                       | Juan Aurich                    | 1-0                            | Universitario                  |                                |                                |                                |                                |                                |                                |                                |                                |                                |                                |                                |                                |                                |                                |                                |                                |                                |                                |                                |                                |                                |                                |                                |                                |                                |                                |                                |                                |                                |                                |                                |                                |                                |                                |                           |                           |                           |
| 7 de ago.                      | Regional IPD                   | Moyobamba                      | Union Comercio                 | 1-1                            | Juan Aurich                    |                                |                                |                                |                                |                                |                                |                                |                                |                                |                                |                                |                                |                                |                                |                                |                                |                                |                                |                                |                                |                                |                                |                                |                                |                                |                                |                                |                                |                                |                                |                                |                                |                                |                                |                           |                           |                           |
| 13 de ago.                     | Max Augustín                   | Iquitos                        | CNI                            | 0-1                            | Juan Aurich                    |                                |                                |                                |                                |                                |                                |                                |                                |                                |                                |                                |                                |                                |                                |                                |                                |                                |                                |                                |                                |                                |                                |                                |                                |                                |                                |                                |                                |                                |                                |                                |                                |                                |                                |                           |                           |                           |
| 21 de ago.                     | Elías Aguirre                  | Chiclayo                       | Juan Aurich                    | 1-0                            | U. San Martín                  |                                |                                |                                |                                |                                |                                |                                |                                |                                |                                |                                |                                |                                |                                |                                |                                |                                |                                |                                |                                |                                |                                |                                |                                |                                |                                |                                |                                |                                |                                |                                |                                |                                |                                |                           |                           |                           |
| 28 de ago.                     | Heraclio Tapia                 | Huánuco                        | León de Huánuco                | 2-1                            | Juan Aurich                    |                                |                                |                                |                                |                                |                                |                                |                                |                                |                                |                                |                                |                                |                                |                                |                                |                                |                                |                                |                                |                                |                                |                                |                                |                                |                                |                                |                                |                                |                                |                                |                                |                                |                                |                           |                           |                           |
| 11 de sep.                     | Elías Aguirre                  | Chiclayo                       | Juan Aurich                    | 1-0                            | Sport Huancayo                 |                                |                                |                                |                                |                                |                                |                                |                                |                                |                                |                                |                                |                                |                                |                                |                                |                                |                                |                                |                                |                                |                                |                                |                                |                                |                                |                                |                                |                                |                                |                                |                                |                                |                                |                           |                           |                           |
| 18 de sep.                     | Monumental de la UNSA          | Arequipa                       | FBC Melgar                     | 1-1                            | Juan Aurich                    |                                |                                |                                |                                |                                |                                |                                |                                |                                |                                |                                |                                |                                |                                |                                |                                |                                |                                |                                |                                |                                |                                |                                |                                |                                |                                |                                |                                |                                |                                |                                |                                |                                |                                |                           |                           |                           |
| JUAN AURICH CAMPEÓN 2011 vamos |                                |                                |                                |                                |                                |                                |                                |                                |                                |                                |                                |                                |                                |                                |                                |                                |                                |                                |                                |                                |                                |                                |                                |                                |                                |                                |                                |                                |                                |                                |                                |                                |                                |                                |                                |                                |                                |                                |                                |                           |                           |                           |

| Plantel Campeón       |          |          |          |          |          |          |          |          |          |          |          |          |          |          |          |          |          |          |          |          |          |          |          |          |          |          |          |          |          |          |          |          |          |          |          |          |          |          |          |
| Jugador               | PJ       | Min.     | Goles    |          |          |          |          |          |          |          |          |          |          |          |          |          |          |          |          |          |          |          |          |          |          |          |          |          |          |          |          |          |          |          |          |          |          |          |          |
| Arqueros              | Arqueros | Arqueros | Arqueros | Arqueros | Arqueros | Arqueros | Arqueros | Arqueros | Arqueros | Arqueros | Arqueros | Arqueros | Arqueros | Arqueros | Arqueros | Arqueros | Arqueros | Arqueros | Arqueros | Arqueros | Arqueros | Arqueros | Arqueros | Arqueros | Arqueros | Arqueros | Arqueros | Arqueros | Arqueros | Arqueros | Arqueros | Arqueros | Arqueros | Arqueros | Arqueros | Arqueros | Arqueros | Arqueros | Arqueros |
| --------------------- | -------- | -------- | -------- | -------- | -------- | -------- | -------- | -------- | -------- | -------- | -------- | -------- | -------- | -------- | -------- | -------- | -------- | -------- | -------- | -------- | -------- | -------- | -------- | -------- | -------- | -------- | -------- | -------- | -------- | -------- | -------- | -------- | -------- | -------- | -------- | -------- | -------- | -------- | -------- |
| Diego Penny           | 29       | 2590'    | -22      |          |          |          |          |          |          |          |          |          |          |          |          |          |          |          |          |          |          |          |          |          |          |          |          |          |          |          |          |          |          |          |          |          |          |          |          |
| Ignacio Drago         | 2        | 110'     | -1       |          |          |          |          |          |          |          |          |          |          |          |          |          |          |          |          |          |          |          |          |          |          |          |          |          |          |          |          |          |          |          |          |          |          |          |          |
| Paul Pantoja          | -        | -        | -        |          |          |          |          |          |          |          |          |          |          |          |          |          |          |          |          |          |          |          |          |          |          |          |          |          |          |          |          |          |          |          |          |          |          |          |          |
| Defensas              |          |          |          |          |          |          |          |          |          |          |          |          |          |          |          |          |          |          |          |          |          |          |          |          |          |          |          |          |          |          |          |          |          |          |          |          |          |          |          |
| Nelinho Quina         | 29       | 2610'    | -        |          |          |          |          |          |          |          |          |          |          |          |          |          |          |          |          |          |          |          |          |          |          |          |          |          |          |          |          |          |          |          |          |          |          |          |          |
| Martin Tenemás        | 4        | 275'     | -        |          |          |          |          |          |          |          |          |          |          |          |          |          |          |          |          |          |          |          |          |          |          |          |          |          |          |          |          |          |          |          |          |          |          |          |          |
| Luis Guadalupe        | 28       | 2520'    | -        |          |          |          |          |          |          |          |          |          |          |          |          |          |          |          |          |          |          |          |          |          |          |          |          |          |          |          |          |          |          |          |          |          |          |          |          |
| Edgar Balbuena        | 27       | 2430     | 3        |          |          |          |          |          |          |          |          |          |          |          |          |          |          |          |          |          |          |          |          |          |          |          |          |          |          |          |          |          |          |          |          |          |          |          |          |
| Eduardo Uribe         | 26       | 1977'    | 1        |          |          |          |          |          |          |          |          |          |          |          |          |          |          |          |          |          |          |          |          |          |          |          |          |          |          |          |          |          |          |          |          |          |          |          |          |
| Jesús Álvarez         | 22       | 1778     | -        |          |          |          |          |          |          |          |          |          |          |          |          |          |          |          |          |          |          |          |          |          |          |          |          |          |          |          |          |          |          |          |          |          |          |          |          |
| Roberto Guizasola     | 12       | 1080'    | -        |          |          |          |          |          |          |          |          |          |          |          |          |          |          |          |          |          |          |          |          |          |          |          |          |          |          |          |          |          |          |          |          |          |          |          |          |
| Jhoel Herrera         | 9        | 365'     | -        |          |          |          |          |          |          |          |          |          |          |          |          |          |          |          |          |          |          |          |          |          |          |          |          |          |          |          |          |          |          |          |          |          |          |          |          |
| Diego Minaya          | 2        | 91'      | -        |          |          |          |          |          |          |          |          |          |          |          |          |          |          |          |          |          |          |          |          |          |          |          |          |          |          |          |          |          |          |          |          |          |          |          |          |
| Mauricio López        | -        | -        | -        |          |          |          |          |          |          |          |          |          |          |          |          |          |          |          |          |          |          |          |          |          |          |          |          |          |          |          |          |          |          |          |          |          |          |          |          |
| Jersson Vásquez       | -        | -        | -        |          |          |          |          |          |          |          |          |          |          |          |          |          |          |          |          |          |          |          |          |          |          |          |          |          |          |          |          |          |          |          |          |          |          |          |          |
| Mario Ramírez Perez   | 1        | 90       | -        |          |          |          |          |          |          |          |          |          |          |          |          |          |          |          |          |          |          |          |          |          |          |          |          |          |          |          |          |          |          |          |          |          |          |          |          |
| Volantes              |          |          |          |          |          |          |          |          |          |          |          |          |          |          |          |          |          |          |          |          |          |          |          |          |          |          |          |          |          |          |          |          |          |          |          |          |          |          |          |
| William Chiroque      | 26       | 2099'    | 2        |          |          |          |          |          |          |          |          |          |          |          |          |          |          |          |          |          |          |          |          |          |          |          |          |          |          |          |          |          |          |          |          |          |          |          |          |
| Diego Gavilán         | 4        | 61       | -        |          |          |          |          |          |          |          |          |          |          |          |          |          |          |          |          |          |          |          |          |          |          |          |          |          |          |          |          |          |          |          |          |          |          |          |          |
| Renzo Sheput          | 25       | 1249'    | 6        |          |          |          |          |          |          |          |          |          |          |          |          |          |          |          |          |          |          |          |          |          |          |          |          |          |          |          |          |          |          |          |          |          |          |          |          |
| Ricardo Ciciliano     | 18       | 958'     | 2        |          |          |          |          |          |          |          |          |          |          |          |          |          |          |          |          |          |          |          |          |          |          |          |          |          |          |          |          |          |          |          |          |          |          |          |          |
| Anderson Cueto        | 12       | 450'     | 1        |          |          |          |          |          |          |          |          |          |          |          |          |          |          |          |          |          |          |          |          |          |          |          |          |          |          |          |          |          |          |          |          |          |          |          |          |
| Alfredo Rojas Pajuelo | 12       | 973'     | -        |          |          |          |          |          |          |          |          |          |          |          |          |          |          |          |          |          |          |          |          |          |          |          |          |          |          |          |          |          |          |          |          |          |          |          |          |
| Mario Velarde Pinto   | -        | -        | -        |          |          |          |          |          |          |          |          |          |          |          |          |          |          |          |          |          |          |          |          |          |          |          |          |          |          |          |          |          |          |          |          |          |          |          |          |
| Reimond Manco         | 5        | 121'     | -        |          |          |          |          |          |          |          |          |          |          |          |          |          |          |          |          |          |          |          |          |          |          |          |          |          |          |          |          |          |          |          |          |          |          |          |          |
| Rinaldo Cruzado       | 13       | 1148'    | -        |          |          |          |          |          |          |          |          |          |          |          |          |          |          |          |          |          |          |          |          |          |          |          |          |          |          |          |          |          |          |          |          |          |          |          |          |
| Jorge Molina Cabrera  | 21       | 213.364' | -        |          |          |          |          |          |          |          |          |          |          |          |          |          |          |          |          |          |          |          |          |          |          |          |          |          |          |          |          |          |          |          |          |          |          |          |          |
| Roberto Merino        | 5        | 252'     | -        |          |          |          |          |          |          |          |          |          |          |          |          |          |          |          |          |          |          |          |          |          |          |          |          |          |          |          |          |          |          |          |          |          |          |          |          |
| Gustavo Aliaga        | 6        | 254'     | -        |          |          |          |          |          |          |          |          |          |          |          |          |          |          |          |          |          |          |          |          |          |          |          |          |          |          |          |          |          |          |          |          |          |          |          |          |
| Juan Catacora         | -        | -        | -        |          |          |          |          |          |          |          |          |          |          |          |          |          |          |          |          |          |          |          |          |          |          |          |          |          |          |          |          |          |          |          |          |          |          |          |          |
| Delanteros            |          |          |          |          |          |          |          |          |          |          |          |          |          |          |          |          |          |          |          |          |          |          |          |          |          |          |          |          |          |          |          |          |          |          |          |          |          |          |          |
| Luis Tejada           | 28       | 1973'    | 17       |          |          |          |          |          |          |          |          |          |          |          |          |          |          |          |          |          |          |          |          |          |          |          |          |          |          |          |          |          |          |          |          |          |          |          |          |
| Pedro Ascoy           | 22       | 1474'    | 1        |          |          |          |          |          |          |          |          |          |          |          |          |          |          |          |          |          |          |          |          |          |          |          |          |          |          |          |          |          |          |          |          |          |          |          |          |
| Mauricio Montes       | 18       | 841'     | 5        |          |          |          |          |          |          |          |          |          |          |          |          |          |          |          |          |          |          |          |          |          |          |          |          |          |          |          |          |          |          |          |          |          |          |          |          |
| Ysrael Zúñiga         | 8        | 438'     | 3        |          |          |          |          |          |          |          |          |          |          |          |          |          |          |          |          |          |          |          |          |          |          |          |          |          |          |          |          |          |          |          |          |          |          |          |          |
| Osnar Noronha         | 3        | 153'     | -        |          |          |          |          |          |          |          |          |          |          |          |          |          |          |          |          |          |          |          |          |          |          |          |          |          |          |          |          |          |          |          |          |          |          |          |          |
| Fernando García López | -        | -        | -        |          |          |          |          |          |          |          |          |          |          |          |          |          |          |          |          |          |          |          |          |          |          |          |          |          |          |          |          |          |          |          |          |          |          |          |          |
| Julio Talaviña        | -        | -        | -        |          |          |          |          |          |          |          |          |          |          |          |          |          |          |          |          |          |          |          |          |          |          |          |          |          |          |          |          |          |          |          |          |          |          |          |          |
| Miguel Otero Palacios | -        | -        | -        |          |          |          |          |          |          |          |          |          |          |          |          |          |          |          |          |          |          |          |          |          |          |          |          |          |          |          |          |          |          |          |          |          |          |          |          |
| Entrenador            |          |          |          |          |          |          |          |          |          |          |          |          |          |          |          |          |          |          |          |          |          |          |          |          |          |          |          |          |          |          |          |          |          |          |          |          |          |          |          |
| Diego Umaña           |          |          |          |          |          |          |          |          |          |          |          |          |          |          |          |          |          |          |          |          |          |          |          |          |          |          |          |          |          |          |          |          |          |          |          |          |          |          |          |

### Años de irregularidad (2012-2016)
En 2012 participó en la Copa Libertadores integrando el Grupo 1 con Santos e Internacional de Brasil y The Strongest de Bolivia donde quedó fuera de la competencia con 6 puntos. Lo más destacado del año de los 90 aniversario fue la obtención del Torneo de Promoción y Reserva dirigidos por Juan Chumpitaz, que logró campeonar invicto en condición de local. Al finalizar la Temporada, en el ranking anual elaborado por la Federación Internacional de Historia y Estadística de Fútbol, (IFFHS), el equipo aurichista fue el club peruano mejor posicionando en el ranking mundial, ocupando el puesto 139 de los 400 en la lista.
Para el 2013, José Mari Bakero fue nombrado estratega del equipo con mucha expectativa, sin embargo tuvo que lidiar con la indisciplina de varios jugadores acarreando malos resultados, siendo cesado en septiembre; participa en la copa Sudamericana, quedándose en primera fase y haciendo una campaña irregular en el torneo peruano.
En 2014 obtiene el campeonato del Torneo Apertura bajo la dirección técnica de Roberto Mosquera, y disputó la final del Descentralizado con Sporting Cristal, sin embargo la floja actuación del golero Erick Delgado en aquella final (hincha confeso de Cristal) frustró el objetivo de campeonar.

Previo a los play off entre Aurich y Cristal para definir al monarca del Descentralizado 2014, el presidente del club aurichista Edwin Oviedo postuló a las elecciones de la FPF (compitiendo precisamente frente a Federico Cúneo presidente de Cristal), siendo elegido como nuevo presidente de la Federación Peruana de Fútbol para el período 2015-2018, y por consiguiente apurando su salida del club chiclayano. El año siguiente Juan Aurich integró el grupo 6 de la Copa Libertadores con Tigres de México, San José de Bolivia y River Plate de Argentina. Hasta la última jornada del grupo tuvo chances de lograr una clasificación por primera vez a los octavos de final, donde el resultado más destacado, fue el agónico e histórico empate a 1 en el Monumental de Nuñez frente a River. Tuvo que ganar el último partido ante Tigres, pero resultó derrotado 5 a 4, y no pudo alcanzar pasar de ronda. Coincidentemente los equipos clasificados de este grupo (Tigres y River) terminaron por disputar la final.
El 2015 la parte directriz del club sufre una reestructuración, pues el principal del ciclón, Edwin Oviedo, asumió funciones presidenciales en la FPF, por lo que César Alva Azula asumió la responsabilidad evidenciando falta de liderazgo e incapacidad en la dirección del club, comenzando el declive del equipo tras varios años de ser animador del torneo peruano. Ese año el equipo cumplió una campaña opaca, terminando el campeonato sin clasificar a torneo internacional alguno, siendo el colofón de Mosquera como técnico del ciclón.
El 2016 fue la continuación del año anterior, manteniéndose en la parte media de la tabla. Este año bajo la dirección técnica de Víctor Rivera el equipo pasó desapercibido en el campeonato nacional. Sin embargo al final de la temporada, debido a los nuevos formatos de las copas continentales la Conmebol otorgó un cupo adicional al Perú, con lo cual Aurich clasificó a la Copa Sudamericana.

### Crisis y Segunda División (2017-2023)
En el 2017 bajo la dirección de Wilmar Valencia el ciclón buscaba recuperar terreno y meterse en la lucha por el título nacional, sin embargo el rendimiento del club no fue el esperado terminando último en el torneo de verano y siendo eliminado rápidamente de la Copa Sudamericana por Arsenal de Sarandí que le encajó un global de 8-1 (perdieron 2-0 jugando como locales en el Estadio Mansiche y siendo goleados 6-1 en el Estadio Julio Humberto Grondona de visita). El resultado ante el equipo argentino se convierte en su peor derrota como visitante en torneos internacionales.
Tras los múltiples fracasos que tuvo el equipo chiclayano la directiva decidió prescindir los servicios del DT Wilmar Valencia y traer como reemplazante al argentino Christian Lovrincevich, sin embargo la situación no mejoró mucho ya que el ciclón del norte aún seguía en la zona de descenso pese a que había recortado distancias en la lucha por mantenerse en primera división. Ya para el clausura la directiva decidió terminar el contrato con el DT argentino para traer a "el diamante" Julio César Uribe como reemplazo con la esperanza de poder salvarse del descenso. Finalmente su objetivo no se cumpliría y el equipo disputa el torneo de la segunda división del año 2018. 
En el 2018 disputó su primera temporada en la segunda división 2018 mantuvo una regular campaña acabando en la 6°  avanzando a los cuartos de final donde se mediría contra Unión Huaral duelo que ganaría en la ida 3:1 y perdería en la vuelta 2:1 avanzando a semifinales caería ante la campeona de esa edición la Universidad César Vallejo ganando en la ida por 3-1 pero perdiendo en la vuelta 2-0 como última esperanza de ascender a primera división tenía que clasificar al cuadrangular de ascenso teniendo que vencer a Cienciano para quedarse con el 3 lugar, sin embargo esto no se cumplirá a pesar de haber ganado en la ida 2:1 perdió en la vuelta 3:1 sentenciándolo a permanecer en segunda división.
Para la temporada 2019, comenzaban a asomarse los problemas económicos en el club con sueldos atrasados y reclamos. Participa en la Copa Bicentenario, siendo eliminado en fase de grupos. Aun así el equipo logró nuevamente clasificar a los play-offs final de liga, tocándole enfrentar a Atlético Grau, perdiendo en el global, y terminando sus esperanzas de poder seguir en carrera por el ascenso.
En la edición 2020, José Carlos Isla; asesor legal del Grupo Oviedo (propietario); asume la presidencia del club, y los problemas económicos se hacen notar más, comenzando por un mal inicio de temporada en el torneo, que debido a la pandemia, se jugó a una sola rueda en sede neutral (Lima). El equipo a pesar de ello, obtiene una vez más la clasificación a los play-offs final, derrotando en semifinales a Unión Huaral en tiempo suplementario; llegando así a la final y perdiéndola con Alianza Atlético también en tiempo suplementario; quedándose con las ganas de ascender a primera.
Al llegar la temporada de 2021, con un plantel cada vez más reducido que a su año anterior, pasa desapercibido, siendo eliminado de la Copa Bicentenario en primera ronda; y ocupando puestos de media tabla en la liga sin clasificar a los play-offs, condenado a seguir en segunda división.
Para 2022, justamente en el año de su centenario, cumpliendo su quinta temporada consecutiva en segunda división, siguen los problemas económicos, empiezan los inconvenientes con los carnés de jugadores y durante las primeras fechas no cuenta con su plantel completo, al mando de Teddy Cardama como DT, cumple con un bajísimo desempeño en el torneo apertura. Con Carlos Cortijo como nuevo entrenador para el Clausura, e incorporando algunos fichajes, la situación no mejora y termina complicándose con el descenso, acabando penúltimo en la tabla final, superando solo a Sport Chavelines, equipo que termina ocupando el lugar del descendido.
Llegando a la temporada 2023 y ahora bajo la dirección de Jesús Oropesa como nuevo DT del club, el desempeño del equipo seguiría siendo de medio a bajo nivel al igual que en los últimos años, acabando una vez más fuera de los play-offs de ascenso tras quedar novena posición con solamente 31 puntos y 7 juegos ganados.

### Más crisis y Tercera División (2024-Actualidad)
El equipo debió iniciar la temporada 2024 en la Zona Norte de la Segunda División (Liga 2), sin embargo llegaría un nuevo punto de quiebre tras varios problemas administrativos y económicos dentro del club, por lo cual la FPF finalmente toma la decisión de revocarles la licencia para poder participar en dicha categoría, al igual que con Unión Huaral. Esto provocó el descenso automático del Ciclón del Norte a la recién creada Tercera División del fútbol peruano (Liga 3), en la que deberá afrontar a partir del año 2025.

## Escudo

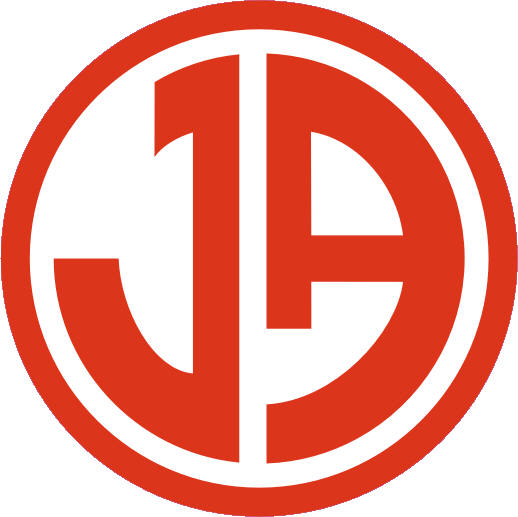
Primer escudo (1922-2011).
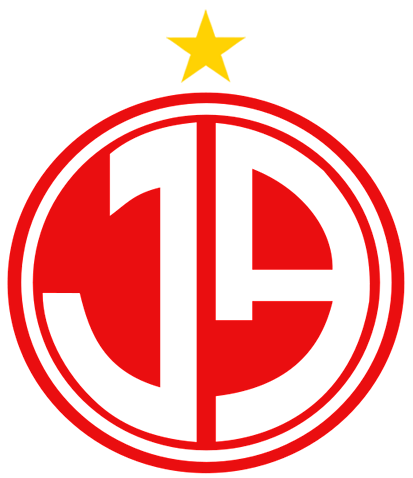
Segundo escudo (2011-2015)
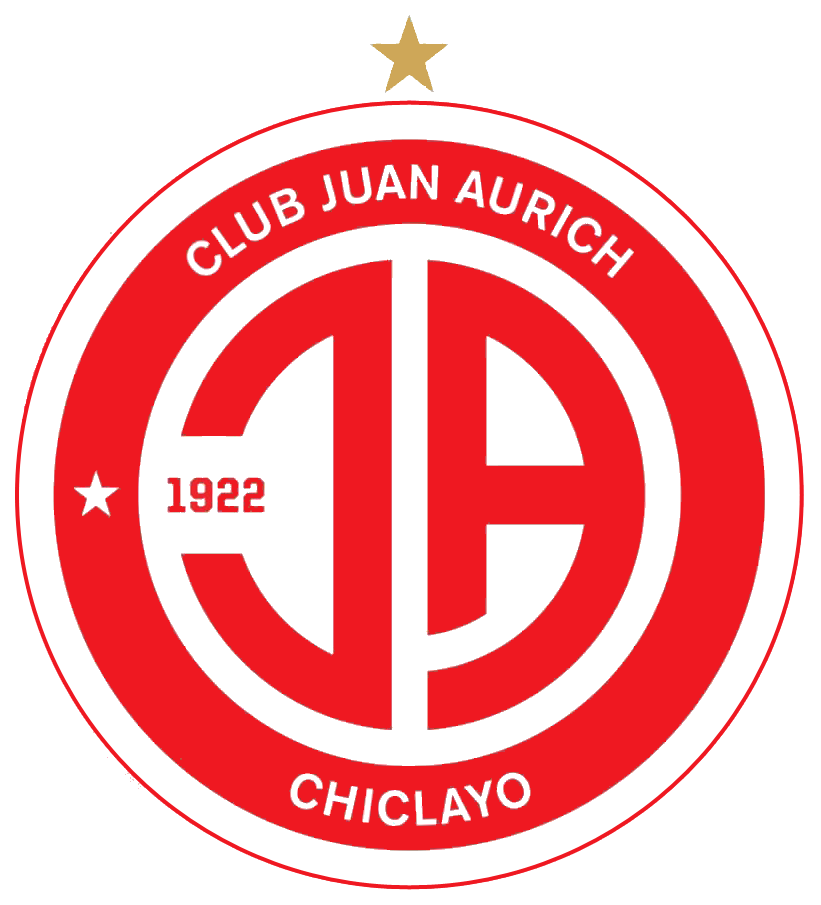
Tercer escudo (2015-2022).
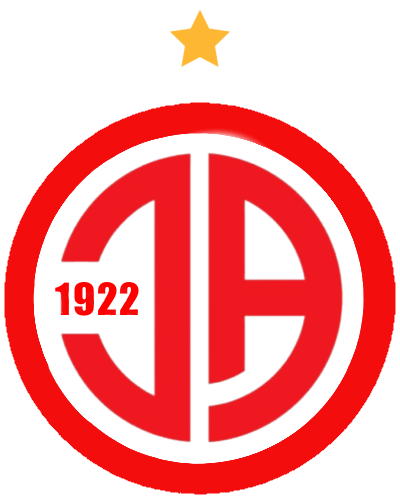
Cuarto escudo (2023-act)

El club modificó su escudo a inicios del 2015, el cual incluye el nombre del equipo, la ciudad de Chiclayo y el año de su fundación (1922).
Además, en su nueva imagen, Juan Aurich también luce una estrella al lado izquierdo. Este símbolo hace referencia al equipo del ‘Ciclón’ que falleció en 1953 en un accidente, en la tragedia del club tan recordada, es por ello el homenaje. La estrella dorada de la parte superior corresponde al título nacional obtenido en el 2011.

## Uniforme
- Uniforme titular: Camiseta roja, pantalón rojo, medias rojas.
- Uniforme alternativo: Camiseta blanca, pantalón blanco, medias blancas.
- Tercer uniforme: Camiseta dorada, pantalón dorado, medias doradas.

| Titular | Alternativo | Tercera |

### Evolución del uniforme

#### Deportivo Juan Aurich 1922 al 2023
|  | 1924-1951 | 1952-1953 | 1967-1969 | 1970-1983 | 1975-1976 | 1985 | 1987 | 1988/1992 | 1989 | 1990/1991 |  |

#### Club Juan Aurich de Chiclayo 1996 al 2002
| 1996 | 1997 | 1997 | 1998 | 1998 | 2000 | 2000 | 2001 | 2001 | 2002 |  |

#### Club Juan Aurich de La Victoria/Club Juan Aurich 2004 al 2010
| 2005 | 2006 | 2006 | 2007 | 2008 | 2009 | 2009 | 2010 | 2010 |  |

#### Club Juan Aurich S.A. 2010 al Presente
| 2011 | 2012 | 2013 | 2014 | 2015 | 2016 | 2017-2018 (F-9) | 2018 | 2019 | 2020 |  |

| 2021 | 2022 | 2023 | 2024 |  |

#### Alternativo
| 1952-1953 | 1967 | 1971 | 1975 | 2008 | 2011 | 2012 | 2013 | 2014 | 2015 |

| 2016 | 2017 | 2018 | 2019 | 2020 | 2021 | 2022 | 2023 | 2024 |

#### Tercero
| 2017 | 2024 |

### Patrocinadores e indumentaria
Las tablas detallan en orden cronológico los nombres de las firmas proveedoras de indumentaria y los patrocinadores que tuvo Juan Aurich desde 1982.
| Período         | Proveedor | Logotipo |
| --------------- | --------- | -------- |
| 1983-1986       | Adidas    |          |
| 1987-1991       | Polmer    |          |
| 1992-1995       | Calvo     |          |
| 1996            | Lotto     |          |
| 1997            | JOR       |          |
| 1998            | Crack     |          |
| 1999-2001       | Loma's    |          |
| 2002-2004       | Real      |          |
| 2005-2006       | Nike      |          |
| 2007-2008       | Convert   |          |
| 2009-2010       | Walon     |          |
| 2011            | Marathon  |          |
| 2012-2014       | Walon     |          |
| 2015-2018       | Joma      |          |
| 2018-2019       | Teammate  |          |
| 2020-Actualidad | Jave      |          |

| Período           | Proveedor                      | Logotipo |
| ----------------- | ------------------------------ | -------- |
| 1982              | Garza Real                     |          |
| 1983-1986         | 7 Up                           |          |
| 1987              | Herrajes Fragata               |          |
| 1988              | Cerveza Real                   |          |
| 1991              | Polmer                         |          |
| 1992-1996         | Cerveza Real                   |          |
| 1997-1999         | Cerveza Cusqueña               |          |
| 2000              | Líbero                         |          |
| 2001              | TANS Perú                      |          |
| 2002              | Concordia / Zapatillas Acero   |          |
| 2003              | Crown Mustang                  |          |
| 2004-2005         | Okidata Printers               |          |
| 2006-2008         | Cerveza Cristal                |          |
| 2009              | DirecTV / Cerveza Franca       |          |
| 2010-2012         | DirecTV / Grupo Oviedo         |          |
| 2013              | Café Altomayo / Azúcar Pomalca |          |
| 2014              | Grupo Oviedo                   |          |
| 2015-2016         | Cerveza Cristal                |          |
| 2017              | Apuesta Total                  |          |
| 2019-2020         | Speed Unlimted                 |          |
| 2020-2022         | Tiendas EFE                    |          |
| 2023 - Actualidad | Azúcar Pomalca                 |          |

## Afición
Como se sabe el Club Juan Aurich es el equipo emblemático y de mayor arraigo popular del departamento de Lambayeque y la ciudad de Chiclayo, y es considerado uno de los más populares del norte del país.
Existen tres barras organizadas y reconocidas que acompañan al Juan Aurich en sus encuentros tanto de local como de visita:
- Legión Roja, es una de las más numerosas y más recientes desde el 8 de febrero del 2014. Se ubica regularmente en las tribunas de oriente donde se presenta el Ciclón.
- Los Norteños, la de mayor continuidad (desde el 10 de febrero de 1997).
- La Gavilla, fundada en 2009: un año después de que el Aurich peleó el descenso y se constituyó como la primera barra organizada en Oriente del Aurich.

## Estadios

### Estadio Elías Aguirre
Fue construido en 1968 por la municipalidad de Chiclayo e inaugurado en 1970, y solía albergar hasta 22 000 espectadores. la municipalidad donó al IPD acordando el mantenimiento del estadio en los años 1980, no habiendo cumplido su palabra el IPD hasta el año 2004 cuando para la Copa América 2004 fue ampliado solo la tribuna oriente, competición en la que albergó cinco encuentros de la Perú, México y Argentina. En las obras se ampliaron la tribuna oriente y baños y camerines, la malla que separa del campo de juego con las tribunas. El estadio no necesitó mucha remodelación , aunque su nueva apariencia, imponente, permite además la llegada de 24 500 espectadores. Allí juega como local el club Juan Aurich, también conocido como el Ciclón del Norte. Las dimensiones son de 105 metros por 70 metros de ancho.
Durante el año 2005, la cancha fue cambiada de grass natural por sintética para ser sede de la Copa Mundial de Fútbol Sub-17 de 2005 que se jugó en tierras peruanas. Le colocaron una malla "rompeviento" en la tribuna Sur, para evitar que el viento sople muy fuerte en horas de la tarde; aparte de la colocación del grass sintético que posee en la actualidad. La capacidad se redujo a 23 000 espectadores. El Estadio Elias Aguirre se encuentra bajo la Administración del Consejo Regional del Deporte de Lambayeque, en la actualidad Presidido por el Dr. Willy Serrato Puse.
Actualmente está en abandono debido a la nueva reglamentación que impide que los partidos se jueguen en cancha sintética.

### Estadio Francisco Mendoza Pizarro
El Estadio Francisco Mendoza Pizarro es un estadio de fútbol que se encuentra en la ciudad de Olmos en provincia de Lambayeque, dentro del departamento de Lambayeque en Perú. El recinto cuenta con grass natural posee tres tribunas; Occidente, Oriente y Sur lo que le permite albergar 5000 espectadores convirtiéndose en el segundo estadio más importante de la región, detrás del Elías Aguirre.
Fue inaugurado bajo el nombre de Estadio Monumental de Olmos el 8 de julio de 2012 con un triunfo de Los Caimanes por 1-0 sobre Atlético Minero en un encuentro válido por la fecha 9 del torneo de Segunda División. Cabe destacar que para este encuentro las obras del estadio no estaban completamente terminadas.
Al año siguiente recibió por primera vez un encuentro de Primera División entre Juan Aurich y Melgar con triunfo local por 2-1. Los chiclayanos se mudaron a este recinto para aprovechar el buen estado del campo. El récord de asistencia en este estadio se marcó el 3 de marzo del mismo año cuando Juan Aurich recibió a Sporting Cristal, se registraron 4.715 espectadores, ese día que además marcó el estreno de la tribuna popular.
Se usó en la temporada 2017 sobre la recta final del campeonato, gracias a la sanción del Elias Aguirre.

### Otros escenarios
En los últimos años ha tenido sedes alternas como el Estadio Carlos A. Olivares de la ciudad de Guadalupe, en el Departamento de La Libertad, donde disputó un más de 17 partidos durante la temporada 2017 consiguiendo muy pocos resultados favorables.
Otro escenario fue el Estadio Municipal de la Juventud, ubicado en Chongoyape donde jugó de local en el torneo de Segunda División 2018.
En la temporada de 2023 se ha elegido el Estadio Carlos Samamé Cáceres de Ferreñafe, en la cual ha disputado todos sus partidos de local en ese recinto.

## Datos del club
- Fundación: 3 de septiembre de 1922 (102 años)
- Puesto histórico Perú: 8.º
- Lema del Club: Somos Aurich, Somos Ciclón
- Temporadas en Primera División: 35 (1967-1983, 1988-1989, 1991, 1998-2002, 2008-2017).
- Temporadas en Segunda División: 6 (2018-2023).
- Temporadas en Tercera División: 1 (2025-Act).
- Mayor goleada conseguida:
  - En campeonatos nacionales de local: Juan Aurich 6 - 0 Sport Huancayo (5 de julio de 2014).[120][121][122]
  - En campeonatos nacionales de visita: Sport Loreto 2 - 7 Juan Aurich (15 de julio de 2018).[123][124][125]
  - En campeonatos internacionales de local: Juan Aurich 4 - 2  Alianza Lima (16 de marzo de 2010).[126][127][128][129]
  - En campeonatos internacionales de visita:
    - Universidad Católica  1 - 2 Juan Aurich[130] (11 de marzo de 1969 —primera victoria de un equipo peruano en territorio chileno (por torneos internacionales oficiales)—).
    - Estudiantes Tecos  1 - 2 Juan Aurich (3 de febrero de 2010 —primera victoria de un equipo peruano en territorio mexicano—).[131]
- Mayor goleada recibida:
  - En campeonatos nacionales de local: Juan Aurich 0 - 7 Sporting Cristal (29 de octubre de 2000).[132]
  - En campeonatos nacionales de visita: Melgar 8 - 1 Juan Aurich (12 de mayo de 1974).
  - En campeonatos internacionales de local: Juan Aurich 2 - 4  Universidad Católica  (1 de marzo de 1969).
  - En campeonatos internacionales de visita: Arsenal de Sarandí  6 - 1 Juan Aurich (11 de mayo de 2017).
- Mejor puesto en liga: 1°
- Peor puesto en liga: 15°
- Mayor número de goles marcados en una temporada: 71 (2010).
- Máximos ídolos:
  - Luis Tejada
  - Eladio Reyes
  - Francisco Mendoza Pizarro
  - Próspero Merino
- Goleadores históricos:
  -  Luis Tejada (101 goles)
  -  Eladio Reyes (87 goles)
- Máximo goleador en torneos internacionales:  Luis Tejada (10 goles).
- Primer partido en campeonatos nacionales: Defensor Lima 3 - 1 Juan Aurich (18 de junio de 1967 en Lima, Perú).
- Primer partido en campeonatos internacionales oficiales: Sporting Cristal  3 - 3 Juan Aurich (26 de febrero de 1969 en Lima, Perú).
- Mejor participación internacional: Segunda fase - Copa Libertadores 2010.
- Posición Ranking CONMEBOL: 138° (Enero de 2023)
- Posición Ranking Mundial (IFFHS): 706° (Diciembre de 2015)
- Participaciones internacionales:
  - En negrita competiciones en activo.

| Torneo                           | Ediciones               |
| -------------------------------- | ----------------------- |
| Copa Libertadores de América (4) | 1969, 2010, 2012, 2015. |
| Copa Sudamericana (3)            | 2011, 2013 y 2017.      |
| Copa Ganadores de Copa (1)       | 1971.                   |

### Por competición
| Torneo                       | TJ | PJ | PG | PE | PP | GF | GC | DG  | Puntos |
| ---------------------------- | -- | -- | -- | -- | -- | -- | -- | --- | ------ |
| Copa Libertadores de América | 4  | 28 | 9  | 5  | 14 | 38 | 54 | -16 | 32     |
| Copa Sudamericana            | 3  | 6  | 0  | 0  | 6  | 4  | 18 | -14 | 0      |
| Total                        | 7  | 34 | 9  | 5  | 20 | 42 | 72 | -30 | 32     |

Estadísticas actualizadas hasta la Copa Sudamericana 2017.

## Jugadores

### Goleadores históricos
- Fuente:[133]

| N.º | País                 | Nombre             | Periodo                          | Goles |
| --- | -------------------- | ------------------ | -------------------------------- | ----- |
| 1.  | Bandera de Panamá    | Luis Tejada        | 2010-2012 y 2015-2016            | 102   |
| 2.  | Bandera de Perú      | Eladio Reyes       | 1968-1971                        | 85    |
| 3.  | Bandera de Perú      | Próspero Merino    | 1959-1963                        | 67    |
| 4.  | Bandera de Uruguay   | Mario Catalá       | 1968-1969 y 1974-1975            | 53    |
| 5.  | Bandera de Perú      | Juan Orbegozo      | 1968-1970 y 1977                 | 39    |
| 6.  | Bandera de Perú      | Francisco Gonzales | 1971-1972                        | 32    |
| 7.  | Bandera de Perú      | Pedro Ascoy        | 2001 y 2009-2011                 | 30    |
| 8.  | Bandera de Perú      | Hernán Rengifo     | 2014-2015                        | 28    |
| 9.  | Bandera de Argentina | Germán Pacheco     | 2013 y 2014-2015                 | 27    |
| 10. | Bandera de Perú      | Frank Vilchez      | 1975-1978, 1979-1980 y 1982-1984 | 25    |

En negrita, jugadores que forman parte del plantel actual

## Entrenadores
- Nota: En negrita el entrenador actual.

| Nombre                   | País                               | Año       |
| ------------------------ | ---------------------------------- | --------- |
| Jorge Domenech           | Bandera de Uruguay                 | 1931-1934 |
| "Patrullero" González    | Bandera de Perú                    | 1952-1953 |
| Olten Ayres de Abreu     | Bandera de Brasil                  | 1958-1959 |
| Mario Gonzales           | Bandera de Perú                    | 1965      |
| Juan Esperón             | Bandera de Argentina               | 1966      |
| Danilo Alvim             | Bandera de Brasil                  | 1967      |
| Juan Ulloa               | Bandera de Perú · Bandera de Chile | 1967      |
| Vito Andrés Bártoli      | Bandera de Argentina               | 1968-1969 |
| Juan Joya                | Bandera de Perú                    | 1970-1971 |
| Miguel Ortega            | Bandera de Paraguay                | 1971      |
| Juan Honores             | Bandera de Perú                    | 1972      |
| Luis Ridoutt             | Bandera de Perú                    | 1972      |
| Luis Ridoutt             | Bandera de Perú                    | 1973      |
| Juan Seminario           | Bandera de Perú                    | 1973      |
| Vito Andrés Bártoli      | Bandera de Argentina               | 1974      |
| Pedro Pablo León         | Bandera de Perú                    | 1974      |
| Ángel Uribe              | Bandera de Perú                    | 1975      |
| Julio Meléndez           | Bandera de Perú                    | 1975-1977 |
| Eloy Campos              | Bandera de Perú                    | 1978      |
| Orlando de la Torre      | Bandera de Perú                    | 1978-1979 |
| Néstor Esquerre          | Bandera de Perú                    | 1979      |
| Roberto Scarone          | Bandera de Uruguay                 | 1979-1980 |
| Orlando de la Torre      | Bandera de Perú                    | 1980      |
| Roberto Chale            | Bandera de Perú                    | 1981      |
| Juan Eduardo Hohberg     | Bandera de Uruguay                 | 1981-1982 |
| Orlando de la Torre      | Bandera de Perú                    | 1982      |
| Juan Eduardo Hohberg     | Bandera de Uruguay                 | 1983      |
| Juan Montero             | Bandera de Argentina               | 1984      |
| Desconocido              | Bandera de Perú                    | 1985-1987 |
| Luis Roth                | Bandera de Perú                    | 1988      |
| Pablo Hohberg            | Bandera de Uruguay                 | 1989      |
| Mario Catalá             | Bandera de Uruguay                 | 1990-1992 |
| Horacio Baldessari       | Bandera de Argentina               | 1993-1995 |
| Rufino Bernales          | Bandera de Perú                    | 1995      |
| Augusto Palacios         | Bandera de Perú                    | 1996      |
| José Carlos Amaral       | Bandera de Brasil                  | 1996-1997 |
| Medardo Arce             | Bandera de Perú                    | 1997      |
| Luis Sanjinez            | Bandera de Perú                    | 1997      |
| Roberto Arrelucea        | Bandera de Perú                    | 1998      |
| Luis Sanjinez            | Bandera de Perú                    | 1998      |
| Orlando de la Torre      | Bandera de Perú                    | 1999      |
| Julio César Uribe        | Bandera de Perú                    | 1999      |
| Juan Francisco Arteaga   | Bandera de Colombia                | 2000      |
| Roberto Arrelucea        | Bandera de Perú                    | 2000      |
| Medardo Arce             | Bandera de Perú                    | 2001      |
| Ramón Mifflin            | Bandera de Perú                    | 2001      |
| Jorge Sampaoli           | Bandera de Argentina               | 2002      |
| Daniel Valderrama (Int.) | Bandera de Perú                    | 2002      |
| Vito Andrés Bártoli      | Bandera de Argentina               | 2002      |
| Manuel Macedo            | Bandera de Brasil                  | 2002      |
| César Cubilla            | Bandera de Paraguay                | 2002      |
| Rufino Bernales          | Bandera de Perú                    | 2003      |
| Carlos Carrillo Nalda    | Bandera de Perú                    | 2004      |
| Humberto Camino          | Bandera de Perú                    | 2005      |
| José Ramírez Cubas       | Bandera de Perú                    | 2006      |
| Horacio Baldessari       | Bandera de Argentina               | 2007      |
| Claudio Techera          | Bandera de Uruguay                 | 2008      |

| Nombre                                         | País                 | Año         |
| ---------------------------------------------- | -------------------- | ----------- |
| Julio César Balerio                            | Bandera de Perú      | 2008        |
| Ramón Mifflin                                  | Bandera de Perú      | 2008        |
| Franco Navarro                                 | Bandera de Perú      | 2008-2009   |
| Luis Fernando Suárez                           | Bandera de Colombia  | 2009-2010   |
| Juan Reynoso                                   | Bandera de Perú      | 2010        |
| Diego Edison Umaña                             | Bandera de Colombia  | 2011        |
| Juan Chumpitaz Rivera (Torneo Intermedio 2011) | Bandera de Perú      | 2011        |
| Diego Edison Umaña                             | Bandera de Colombia  | 2011-2012   |
| Juan Chumpitaz Rivera (Interino)               | Bandera de Perú      | 2012        |
| Franco Navarro                                 | Bandera de Perú      | 2012        |
| José Mari Bakero                               | Bandera de España    | 2013        |
| Roberto Mosquera Vera                          | Bandera de Perú      | 2013-2015   |
| Víctor Rivera                                  | Bandera de Perú      | 2016        |
| Wilmar Valencia                                | Bandera de Perú      | 2017        |
| Christian Lovrincevich                         | Bandera de Argentina | 2017        |
| Julio César Uribe                              | Bandera de Perú      | 2017        |
| Carlos Cortijo                                 | Bandera de Perú      | 2018        |
| Jorge Benítez                                  | Bandera de Argentina | 2019        |
| José Soto                                      | Bandera de Perú      | 2019-2021   |
| Teddy Cardama                                  | Bandera de Perú      | 2022        |
| Carlos Cortijo                                 | Bandera de Perú      | 2022        |
| Mauro Cantoro                                  | Bandera de Argentina | 2022        |
| Jahir Butrón                                   | Bandera de Perú      | 2023        |
| José Luis Guevara Tinoco                       | Bandera de Perú      | 2023        |
| Jesús Oropesa                                  | Bandera de Perú      | 2023 - 2024 |
| Actualizado el 28 de enero de 2023.            |                      |             |

#### Destacados
Entre la nómina de los diferentes entrenadores que pasaron por el club los más destacados son:
- Vito Andrés “Sabino” Bártoli (Subcampeón nacional 1968 y clasificación a Copa Libertadores de un equipo peruano provinciano por primera vez).
- Diego Edison Umaña (Campeón Nacional 2011).[134][135][136]
- Roberto Mosquera (Subcampeón nacional en 2014).

## Planteles históricos

#### Campeonato Nacional 1968
| Alineación probable: - Antonio Sanguinetto - Antonio Vallejos - Guillermo Guerrero - Enrique Castrillón - Augusto Vílchez - Hernán Castañeda - Jorge Charún - Próspero Merino - Eladio Reyes - Hugo Lobatón - Nemesio Mosquera - DT: Vito Andrés Bártoli |  | Sanguinetto Vallejos Guerrero Castrillón Vílchez Castañeda Charún Merino Reyes Lobatón Mosquera |
| |  |                                                                                                 |
| Sanguinetto Vallejos Guerrero Castrillón Vílchez Castañeda Charún Merino Reyes Lobatón Mosquera |  |                                                                                                 |

Plantel Subcampeón completo:
Arqueros: Antonio Sanguinetto, Francisco Mendoza Pizarro. Defensas: Enrique Castrillón, Germán Astupuma, Augusto Vílchez, José Ramos, Guillermo Guerrero, Antonio Vallejos. Mediocampistas: Jorge Charún, Hernán Castañeda, Jaime Ruíz.Delanteros: Eladio Reyes, Nemesio Mosquera, Próspero Merino, Mario Catalá, Hugo Lobatón, Narciso Sáenz.

#### Campeonato Nacional 2014
| Alineación probable: - Erick Delgado - Christian Ramos - Edgard Balbuena - Harold Cummings - Josué Estrada - Alfredo Rojas - Junior Viza - Jair Céspedes - Jorge Bazán - Hernán Rengifo - Germán Pacheco - DT: Roberto Mosquera |  | Delgado Ramos Balbuena Cummings Estrada Rojas Viza Céspedes Bazán Rengifo Pacheco |
| |  |                                                                                   |
| Delgado Ramos Balbuena Cummings Estrada Rojas Viza Céspedes Bazán Rengifo Pacheco |  |                                                                                   |

Plantel Subcampeón completo:
Arqueros: Alejandro Duarte, Steven Rivadeneyra,Erick Delgado,Juan Goyoneche.Defensas: Christian Ramos, Aldair Salazar, Edgar Balbuena, Harold Cummings,Yordi Vílchez,Jair Céspedes,Deyair Reyes,Juan Arce,Rodrigo Cuba,Josué Estrada, Aldair Perleche.Mediocampistas: Tarek Carranza, Alfredo Rojas Pajuelo, Óscar Vílchez,Roberto Merino,Juan Carlos Mariño,Germán Pacheco,Junior Viza, Segundo Acevedo,Adrián Mujica,Gino Guerrero.Delanteros: Hernán Rengifo, Álvaro Medrano, José Manzaneda, Jorge Bazán, Italo Regalado,Roberto Ovelar,Osnar Noronha,Sergio Unrein.

## Palmarés
Nota: en negrita competiciones vigentes en la actualidad.

### Torneos nacionales
| Competición nacional            | Títulos     | Subcampeonatos |
| ------------------------------- | ----------- | -------------- |
| Primera División del Perú (1/2) | 2011.       | 1968, 2014.    |
| Copa Federación (0/1)           |             | 2012.          |
| Segunda División del Perú (0/1) |             | 2020.          |
| Copa Perú (2/0)                 | 1997, 2007. |                |

| Títulos oficiales | Nacionales       | Nacionales | Nacionales | Total |   |   |
| ----------------- | ---------------- | ---------- | ---------- | ----- | - | - |
| Títulos oficiales | Club Juan Aurich | 1          | 1          | Total | 2 | 4 |

Actualizado al último título conquistado en 2014.
- De izquierda a derecha en competición nacional: Primera División del Perú, Torneos Cortos, Copa Perú.